# روسالسکو
روسالسکو (به بلغاری: Rusalsko) روستایی در بلغارستان است که در شهرستان آردینو واقع شده‌است. روسالسکو ۷٫۹۲۵ کیلومتر مربع مساحت و ۶۰ نفر جمعیت دارد.